# 陳琪 (編劇)
陳琪（？—），前無綫電視編劇、編審。曾在香港電視網絡任職編劇。在無綫擔任《天涯俠醫》、《怒火街頭2》、《荃加福祿壽探案》等作品編劇，後跳槽至香港電視，擔任《開腦儆探》編劇，於2016年被邀請回巢並升任編審，首部編審劇集是與劉彩雲、李綺華合作的《踩過界》。

## 編審／編劇列表

### 電視劇（無綫電視）
- 2003年：《衛斯理》編劇
- 2004年：《天涯俠醫》編劇、《大唐雙龍傳》編劇
- 2005年：《人間蒸發》編劇
- 2008年：《律政新人王II》編劇
- 2011年：《荃加福祿壽探案》編劇
- 2012年：《缺宅男女》編劇、《怒火街頭2》編劇
- 2017年：《踩過界》編審+編劇（與劉彩雲、李綺華合作）
- 2018年：《大帥哥》編審（與劉彩雲、羅佩清合作）

### 電視劇（香港電視網絡）
- 2015年：《開腦儆探》編劇

### 電視劇（ViuTV）
- 2023年：《社內相親》編審（與張之彥合作）